# 横川如珙
横川如珙（わんせん にょこう）は、宋代から元代にかけて活動した禅僧である。松源下3世。

## 生涯
嘉定15年（1222年）、温州永嘉県で出生する。俗姓は林氏。叔父の正則も僧侶であり、その許で出家した後広慈院で受戒。霊隠寺の石田法薫の許に参禅、後に滅翁文礼の評判を聞き天童山へ移ってその法を嗣いだ。
咸淳4年（1268年）、臨安府浄慈寺にいたところ、請あって瑞安府雁蕩山霊巌寺の住持となった。咸淳8年（1272年）、雁蕩山能仁寺へ移り、その後雁蕩山放牧寮へ隠棲するが、求めに応じて至元20年（1283年）に明州阿育王山鄮峰広利寺に歴住した。
至元26年3月18日（1289年4月9日）示寂。法嗣は古林清茂・竺元妙道ならびに断江覚恩の3名を数える。語録として横川和尚語録がある。